# Dommartemont
Dommartemont település Franciaországban, Meurthe-et-Moselle megyében. Lakosainak száma 567 fő (2022. január 1.). Dommartemont Agincourt, Essey-lès-Nancy, Eulmont, Malzéville és Saint-Max községekkel határos.

## Népesség
A település népességének változása:
| Lakosok száma | 420  | 606  | 695  | 654  | 637  | 608  | 585  | 575  | 572  | 567  |
|               | 1968 | 1982 | 1990 | 2006 | 2013 | 2015 | 2017 | 2019 | 2020 | 2022 |